# Enanos (Tolkien)
Los enanos son una raza fantástica humanoide ficticia del legendarium de J. R. R. Tolkien. Este autor les dio también el nombre de Khazâd en la propia lengua enana, el khuzdul, y los de Naugrim, menguados, y Gonnhirrim, maestros de la piedra, en élfico.

## Características
Como su nombre indica, son más bajos que los humanos, con una altura de entre 120 y 150 centímetros. Pese a ello, son robustos, corpulentos y más fuertes y recios que el resto de razas. Todos tienen barba, tanto hombres como mujeres, y el cortársela es la mayor vergüenza y ofensa que se les puede hacer, mereciendo el odio y rencor de toda la raza.
Su carácter es tenaz, indomable y persistente es el esfuerzo y el trabajo, y, de hecho, es la raza más trabajadora de la obra de Tolkien. Son valientes en el combate y su voluntad y orgullo son indoblegables, por lo que rara vez son engañados y pocas veces han sido corrompidos por el mal, ni siquiera mediante los Anillos de Poder. Aun así, a aquellos a los que no les agrada esta raza insisten en llamar terquedad a su persistencia y soberbia a su orgullo. Si bien es cierto que en algún momento su orgullo se ha vuelto contra ellos, esto es algo que les ha sucedido en las obras de Tolkien a todas las razas en un momento u otro, sobre todo a elfos Noldor.
Sus habilidades son muchas y se basan en la manipulación de lo inerte. Su dominio de los metales y las gemas no ha sido superado por nadie que no fuera Aulë y sus más cercanos alumnos. Asimismo, su capacidad en minería y arquitectura no tiene igual desde la creación de Arda.

## Historia y costumbres
Los enanos fueron creados por Aulë, el herrero de los Valar, que creyó necesario crear una raza resistente y fuerte para hacer frente a la maldad que en Arda reinaba, y no pudo esperar al nacimiento de los Hijos de Ilúvatar.
Les desagrada nadar, navegar, volar y montar bestias mayores que un poni, por lo que estas monturas son las únicas que usan cuando no se puede caminar.
Su relación con las otras razas suele ser amistosa si no tienen motivos para recelar. Son muy amigos de los hobbits, pero con los hombres y con otros enanos su relación depende del reino o facción en cuestión. En un principio se llevaban bien con los elfos, pese a que ellos los cazaron y llegaron a afeitar a algunos antes de darse cuenta de que eran una raza civilizada. Aunque los enanos les perdonaron, la soberbia de los elfos volvió a enemistarlos y tan solo casos aislados como el de Gimli volvieron a tener amistad con ellos. Son enemigos encarnizados de los orcos, trolls y otras criaturas malignas, y muy especialmente de los dragones.
Su ferocidad en combate es legendaria, pero lo es aún más la maestría de las armas que utilizan. Es más frecuente verles con martillos y hachas creados para el combate que con espadas y arcos, aunque no dudan en usar cualquier tipo de arma si la situación lo requiere. También van fuertemente protegidos, pues soportan bien grandes pesos.
Fueron los inventores de las hachas y martillos de combate, las cotas de malla, las más maravillosas gemas y edificaciones. Eran muy cultos y llevaban numerosos registros de sus actividades, de las que da ejemplo el Libro de los Registros. Les agradaba la música, pero como elemento ceremonial o amenizador, y no por el propio arte musical. Saben disfrutar de la comida, la bebida y los festejos, por lo que en tiempos de paz era habitual la proliferación de enanos obesos.
Su religión consiste en la veneración a Aulë, que en su idioma llaman Mahal, el Hacedor. Sin embargo, no le rezan ni le construyen templos, sino que prefieren demostrar su devoción mediante sus obras. La magia de los enanos no es activa, pero imbuyen hechizos y encantamientos en sus mejores obras, como es el caso de algunas armas, gemas y obras arquitectónicas tales como las puertas secretas de sus fortalezas.
Por un comentario en los Apéndices de El Señor de los Anillos, se conoce el rumor de la creencia en Arda de que los enanos son engendrados por la tierra en profundas cavernas subterráneas, quizá basado en el despertar de los Siete Padres de los Enanos. En cualquier caso eso es falso, ya que existen mujeres enanas, solo que también poseen barba y la mayoría de ellas nunca sale de las profundidades de las estancias de los enanos.

## Principales poblaciones de los enanos

### Los siete padres

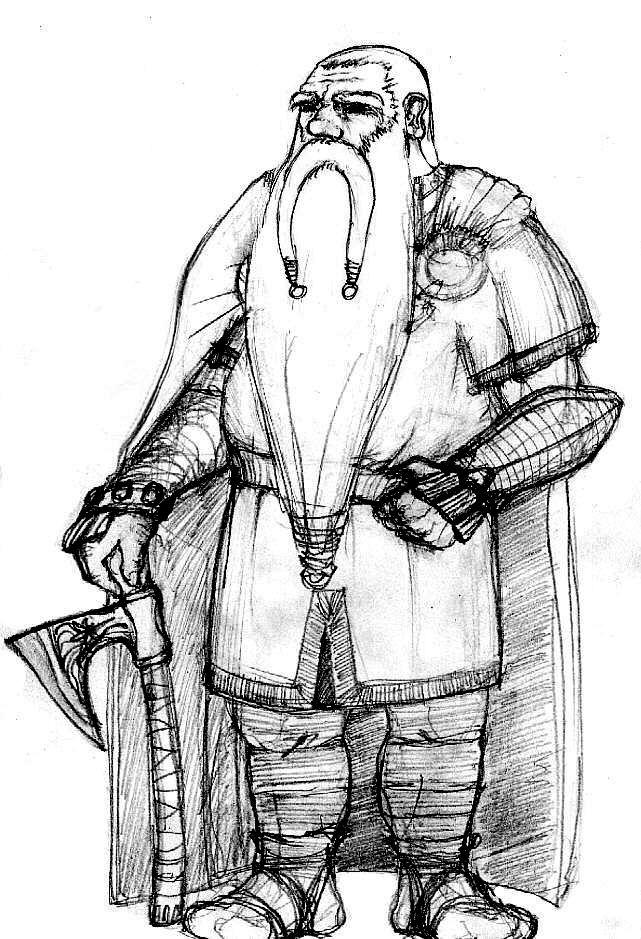
Un enano típico.

Los Siete Padres de los Enanos fueron enterrados en roca y cada uno fundó su Mansión o fortaleza al despertar. Solo se habla de tres en la obra de Tolkien, siendo escasa la información sobre el resto.
- Khazad-dûm, la Mansión del Enano, fundada por el primer Padre Enano, Durin I, el Inmortal, fue la principal Mansión, pero cerró sus puertas al mundo exterior durante siglos tras el resurgir de Sauron y la aparición de los Anillos de Poder, pasando a ser llamada Moria. Desgraciadamente, en el año 1980 de la Tercera Edad del Sol, el resurgir de un Balrog atrajo a batallones de orcos y trolls, a los que se sumó una especie de kraken, lo que provocó la caída de la Mansión. Décadas más tarde se produjeron algunos intentos de reconquista, que se saldaron con la masacre de los enanos participantes. Tras vencer Gandalf al Balrog de Moria, la profecía de la Batalla de los Cinco Ejércitos que anunciaba que un día Durin VII retomaría el poder en Khazad-dûm cobró mayor verosimilitud que al pronunciarse.

- Nogrod, Morada de los Enanos o Morada Hueca en élfico, cuyo nombre enano era Tumunzahar, estaba situada en la parte central de las Montañas Azules, al sur del Monte Dolmed. De allí provienen algunos de los mejores herreros enanos, como Telchar. Los enanos de esta Mansión se vieron involucrados en la lucha por el Silmaril, y, tanto cuando intentaron recuperar el Nauglamír, que era a su parecer de su legítima pertenencia, como cuando vengaron a los compañeros que intentaron recuperarlo, les fue dada la muerte por parte de un gran número de elfos emboscados y espíritus silvanos. La Mansión se hundió en las aguas tras la Primera Edad del Sol.

- Belegost, Grandeburgo en elfo, cuyo nombre real era Gabilgathol, estaba situada en la parte central de las Montañas Azules, al norte del Monte Dolmed. Sus enanos inventaron la cota de malla, edificaron las Mil Cavernas de Menegroth y derrotaron a Glaurung y a su prole. Esta Mansión también se hundió en las aguas tras la Primera Edad del Sol.

### Las siete casas de los enanos
Las siete casas de los enanos en la Primera Edad:
- Barbiluengos o Barbaslargas (Longbeards): Los más nobles de los enanos, descendientes directos de Durin el Inmortal, originarios del Monte Gundabad y más tarde de Moria. Son reconocidos como los legítimos gobernantes de los enanos y ostentan un gran poder.
- Barbas de fuego (Firebeards): son los enanos que construyeron las grandes ciudades de Nogrod y Belegost. Despertaron en el Monte Dolmed, en las Montañas Azules.
- Barbatiesas (Stiffbeards): eran los grandes artesanos que excavaban en las cavernas heladas de la bahía de Forochel y alrededor de las montañas de Angmar y Ered Mithrim (Montañas Grises).
- Pies de piedra (Stonefoots):  eran conocidos sobre todo por su talento como cortadores de gemas, mineros y cavadores. Son el pueblo más bárbaro de los de Durin y viven cerca de los pinares y las orillas del mar de Rhûn.
- Nalgudos (Broadbeams): eran grandes mercaderes de Ered Luin y Zirakbhund. También eran conocidos por su riqueza y por ser grandes guerreros de dragones.
- Puños de hierro (Ironfists): eran nobles guerreros conocidos sobre todo por su fuerza y orgullo. Fabricaban las mejores armas y armaduras y se dice que fueron los primeros en descubrir el hierro y el acero. Sin embargo, son conocidos por ser bastante codiciosos, y también iniciaron guerras contra otras casas, especialmente los Barbaslargas. Habitan al norte de los Orocani.
- Morenos (Blacklocks): Un pueblo fundado por uno de los siete enanos originales creados por Aüle. Convocado a Khazad-Dum por Durin, pasado un tiempo, emigraron hacia la zona de Rhûn. Los Morenos estaban emparentados originalmente con los Pies de Piedra.[1] Eran los mejores arquitectos y joyeros de los enanos, aunque también como los más codiciosos y egoístas.

La ubicación concreta de este clan y de los otros tres que se encontraban en el este es desconocida. No obstante se sabe que la distancia entre sus hogares y las Montañas Nubladas, en concreto el Monte Gundabad, era al menos igual o mayor a la que separaba Gundabad de las Montañas Azules en el oeste.
Es posible que los Morenos estuvieran entre las "Casas de los otros padres" que enviaron ayuda a los Barbiluengos en la guerra entre enanos y orcos. 
Avanzada la Tercera Edad, cuando la guerra y el peligro se extendió en el este, un número considerable de Morenos y enanos de los otros clanes orientales abandonaron sus antiguos hogares en busca de seguridad en las tierras del oeste. Se cree que algunos de estos enanos pudieron haberse encontrado en algún momento con Frodo Bolsón.

### Otros Reinos Enanos
- Aglarond, Cavernas Centelleantes en élfico. Sus maravillas fueron descubiertas por Gimli durante la batalla del Abismo de Helm y colonizadas por él tras finalizar la Guerra del Anillo junto con enanos de Erebor. Estos enanos tomaron después fama de ser los mejores herreros de la Tierra Media.
- Montañas Grises, en las que se fundó un Reino de Enanos refugiados de la recién caída Moria, y otros provenientes del desierto del norte, donde seguramente hubo un Reino o Mansión Enana que fue destruida por los dragones. El Reino prosperó, pues las Montañas Grises eran abundantes en oro. Sin embargo ese oro fue su perdición cuando atrajo nuevamente a los dragones, y tras años de guerra el rey Dáin I murió junto con su heredero en batalla con los dragones. Los supervivientes se exiliaron en Erebor o en las Colinas de Hierro.
- Colinas de Hierro, Reino Enano fundado por Grór y sus seguidores tras huir de los dragones que atacaron las Montañas Grises. Ayudaron en la Guerra de Enanos contra Orcos, siendo decisivos en la batalla  de Azanulbizar que le puso fin y más tarde en la batalla de los Cinco Ejércitos.
- Erebor, la Montaña solitaria o el Reino bajo la Montaña fue fundada por Thráin I. Aunque fue tomada por el dragón Smaug, fue recuperada por Thorin Escudo de Roble tras la expedición que se relata en El hobbit, convirtiéndose en un poderoso aliado de Gondor durante la Guerra del Anillo.
- En Arnor y Eriador se tiene constancia de la existencia de pequeños núcleos de enanos, supervivientes de Nogrod, Belegost y Moria. Supuestamente existen poblados en las Montañas Azules y mantienen contacto con los hobbits de la Comarca y con los humanos de Bree.
- En el monte Gundabad al norte de las Montañas Nubladas, y es el hogar inicial de los enanos Barbiluengos, luego ocupado por orcos. Se sitúa en la confluencia con la cadena de las Ered Mithrin al este, y del sector denominado montes de Angmar al norte.

## Principales personajes enanos de la obra de Tolkien
- Los Siete Padres de los Enanos, los primeros enanos creados por Aulë.
  - Durin I, el Inmortal, el primer padre, señor y fundador de Khazad-dûm.
- Azaghâl, rey enano de Belegost, que murió en la Nírnaeth Arnoediad tras derrotar a Glaurung y a su prole.
- Telchar, artesano de Nogrod, conocido por ser el mejor herrero enano.
- Durin VI, antepenúltimo rey del linaje de Durin de Khazad-dûm bajo cuyo mandato se liberó al Balrog, muerto junto a su hijo Náin I por el ya mencionado demonio.
  - Balin, último rey de Moria, que llevó a su pueblo al exilio y fundó el Reino bajo la Montaña en Erebor.
  - Thorin I, hijo de Thráin I y fundador del Reino de las Montañas Grises, poseedor de uno de los Anillos de los Enanos.
  - Dáin I, sucesor de Náin II, Óin, y de Glóin, este último hijo de Thorin, arriba citado; señor de las Montañas Grises hasta ser expulsado por los dragones del Desierto del Norte.
  - Thrór, heredero de Dáin I, que llevó a parte de los supervivientes de las Montañas Grises a Erebor. Años más tarde sería expulsado de ella por el dragón Smaug el Dorado. Su muerte a manos de Azog el Trasgo, líder de los orcos de Moria, provocó la Guerra de Enanos contra Orcos.
  - Grór, hermano de Thrór, que guio al resto de supervivientes a las Colinas de Hierro.
  - Thráin II, hijo de Thrór, que fundó un modesto reino en las Montañas Azules, pero fue capturado y torturado por Sauron en Dol Guldur, donde perdió su anillo de poder.
  - Thorin II Escudo de Roble, hijo de Tráin II. Thorin dirigió la expedición que culminaría con la Batalla de los Cinco Ejércitos y la reconquista de Erebor. Murió en la batalla tras un brevísimo reinado bajo la Montaña.
  - Dáin II Pie de Hierro, bisnieto de Dáin I y señor de las Colinas de Hierro, que sucedió a Thorin como Rey bajo la Montaña en Erebor tras su muerte. Murió en una de las últimas batallas de la Guerra del Anillo.
  - Thorin III Yelmo de Piedra, sucesor de Dáin II en Erebor y el último rey nombrado.
- Gimli, hijo de Glóin y descendiente del hermano de Dáin I, Borin, fue uno de los héroes de la Guerra del Anillo y fundador del Reino de Aglarond.